# André Bahia
André Luiz Bahia dos Santos Viana (ur. 24 listopada 1983 w Rio de Janeiro) – piłkarz brazylijski grający na pozycji środkowego obrońcy.

## Życiorys
Bahia pochodzi z Rio de Janeiro i tam też rozpoczynał swoją piłkarską karierę w juniorach zespołu CR Flamengo. W seniorskiej drużynie Flamengo zadebiutował w 2001 roku i w tamtym sezonie zdobył też swojego pierwszego gola w lidze (w zremisowanym 2:2 meczu z Botafogo FR). Miejsce w podstawowej jedenastce Flamengo wywalczył w 2003 roku i wtedy też zespół podniósł się ze słabej formy, jaką prezentował w poprzednich latach broniąc się przed spadkiem. Bahia zagrał wówczas w 28 meczach i zdobył 1 gola zajmując z Flamengo 8. pozycję w lidze. W klubie z Rio grał jeszcze przez cały rok 2004 i przez 4 sezony wystąpił łącznie w 81 ligowych meczach zespołu.
Zimą 2005 Bahia przeszedł do holenderskiego Feyenoordu. W Eredivisie zadebiutował 13 marca w wygranym 4:2 meczu z Rodą JC Kerkrade. W lidze holenderskiej zdobył 2 gole, pokonując bramkarzy FC Den Bosch i FC Groningen. Z Feyenoordem zajął 4. miejsce gwarantujące start w Pucharze UEFA. W sezonie 2005/2006 był już podstawowym zawodnikiem Feyenoordu i nie opuścił żadnego spotkania ligowego (34 mecze, zdobył też 3 gole). Natomiast w sezonie 2006/2007 zagrał z Feyenoordem w fazie grupowej Pucharu UEFA, między innymi w wygranym 3:1 meczu z Wisłą Kraków (Feyenoord został wykluczony z dalszych rund z powodu zamieszek kibiców podczas meczu z AS Nancy). W sezonie 2007/2008 zdobył wraz z klubem Puchar Holandii. Zawodnikiem Feyenoordu pozostał do roku 2011.
Następnie występował w tureckim Samsunsporze, brazylijskim Botafogo FR oraz japońskim Shonan Bellmare.
| Sezon   | Klub            | Kraj     | Rozgrywki  | Mecze | Bramki |
| ------- | --------------- | -------- | ---------- | ----- | ------ |
| 2001    | CR Flamengo     | Brazylia | Série A    | 10    | 1      |
| 2002    | CR Flamengo     | Brazylia | Série A    | 22    | 0      |
| 2003    | CR Flamengo     | Brazylia | Série A    | 28    | 1      |
| 2004    | CR Flamengo     | Brazylia | Série A    | 21    | 1      |
| 2004/05 | Feyenoord       | Holandia | Eredivisie | 5     | 2      |
| 2005/06 | Feyenoord       | Holandia | Eredivisie | 34    | 3      |
| 2006/07 | Feyenoord       | Holandia | Eredivisie | 29    | 2      |
| 2007/08 | Feyenoord       | Holandia | Eredivisie | 29    | 3      |
| 2008/09 | Feyenoord       | Holandia | Eredivisie | 30    | 2      |
| 2009/10 | Feyenoord       | Holandia | Eredivisie | 32    | 3      |
| 2010/11 | Feyenoord       | Holandia | Eredivisie | 19    | 2      |
| 2011/12 | Samsunspor      | Turcja   | Süper Lig  | 29    | 0      |
| 2013    | Botafogo FR     | Brazylia | Série A    | 11    | 1      |
| 2014    | Botafogo FR     | Brazylia | Série A    | 25    | 1      |
| 2015    | Shonan Bellmare | Japonia  | J1 League  | 30    | 0      |
| 2016    | Shonan Bellmare | Japonia  | J1 League  | 31    | 2      |
| 2017    | Shonan Bellmare | Japonia  | J2 League  | 39    | 4      |
| 2018    | Shonan Bellmare | Japonia  | J1 League  | 13    | 0      |